# Hugues d'Ibelin (mort en 1238)
Pour les articles homonymes, voir Hugues d'Ibelin.
Hugues d'Ibelin, surnommé Hugues le Fort, mort en 1238, est un noble du royaume de Jérusalem. Il est le quatrième fils de Jean d'Ibelin, surnommé Le Vieux Seigneur de Beyrouth, ancien régent et connétable du royaume de Jérusalem, et de sa seconde épouse Mélisende d'Arsouf.
Lorsque l'empereur Frédéric II débarque à Limassol à l'occasion de la sixième croisade, Hugues et son frère aîné Balian sont remis en otage en 1228 et 1229 à la cour impériale, en gage de la loyauté de leur père considéré comme un adversaire de l'empereur.
Après le départ de l'empereur de Terre sainte en mai 1229, les barons du royaume, sous la direction de la famille Ibelin, se sont soulevés contre le gouvernement impérial laissé sur place lors de la guerre des Lombards. Il combat avec ses frères le 15 juin 1232 lors de la bataille d'Agridi, dans laquelle il mène l'avant-garde des Chypriotes et résiste au poids de la charge ennemie. À la suite de quoi, les partisans de l'empereur sont forcés de quitter Chypre. 
Il meurt en 1238, âgé d'environ 25 ans, sans avoir contracté d'union ni eu de descendance. En avril 1239, le roi Henri Ier fait dire une messe en son nom à la cathédrale de Nicosie.